# 정인영 (방송인)
정인영(한국 한자: 鄭仁泳, 1985년 10월 22일 ~ )은 대한민국의 방송인이다. 2011년 KBS N 스포츠에 스포츠 아나운서로 입사해 활동하다가, 2015년 10월 계약 종료로 KBS N을 떠났다. 이후 연예 기획사 씨그널 엔터테인먼트 그룹과 전속계약을 맺었다.

## 학력
- 2001 ~ 2004 : 연수여자고등학교 (졸업)
- 2004 ~ 2008 : 경희대학교 영어영문학과•언론정보학과 (졸업)
- 서울대학교 대학원 스포츠심리학과 (졸업)

## 젊은 시절
정인영은 1985년 10월 22일 태어났다. 한 살 터울의 오빠가 있으며, 고향은 인천이다. 인영(仁泳)이란 이름은 할아버지가 지어준 것으로, 영(泳)자는 돌림자이다. 정인영은 인천 연수여자고등학교 재학 시절 KBS 1TV 《도전! 골든벨》에 출연하여 2004년 졸업하고, 경희대학교에서 영문학과 언론정보학을 복수 전공했다. 정인영은 대학교 시절 키가 175.8cm에 이를 정도로 장신이었다.
정인영은 2007년부터 지상파 아나운서 시험을 보았으나 번번이 고배를 마셨다. 2011년에는 MBC의 아나운서 공개채용 프로그램인 《우리들의 일밤: 신입사원》에 출연하기도 했으나 중간 탈락했다. 이후 같은 해인 2011년 10월 KBS N 스포츠에 윤태진과 같이 스포츠 아나운서로 선발되어 입사했다.

## 경력

### KBS N 스포츠 아나운서 시절

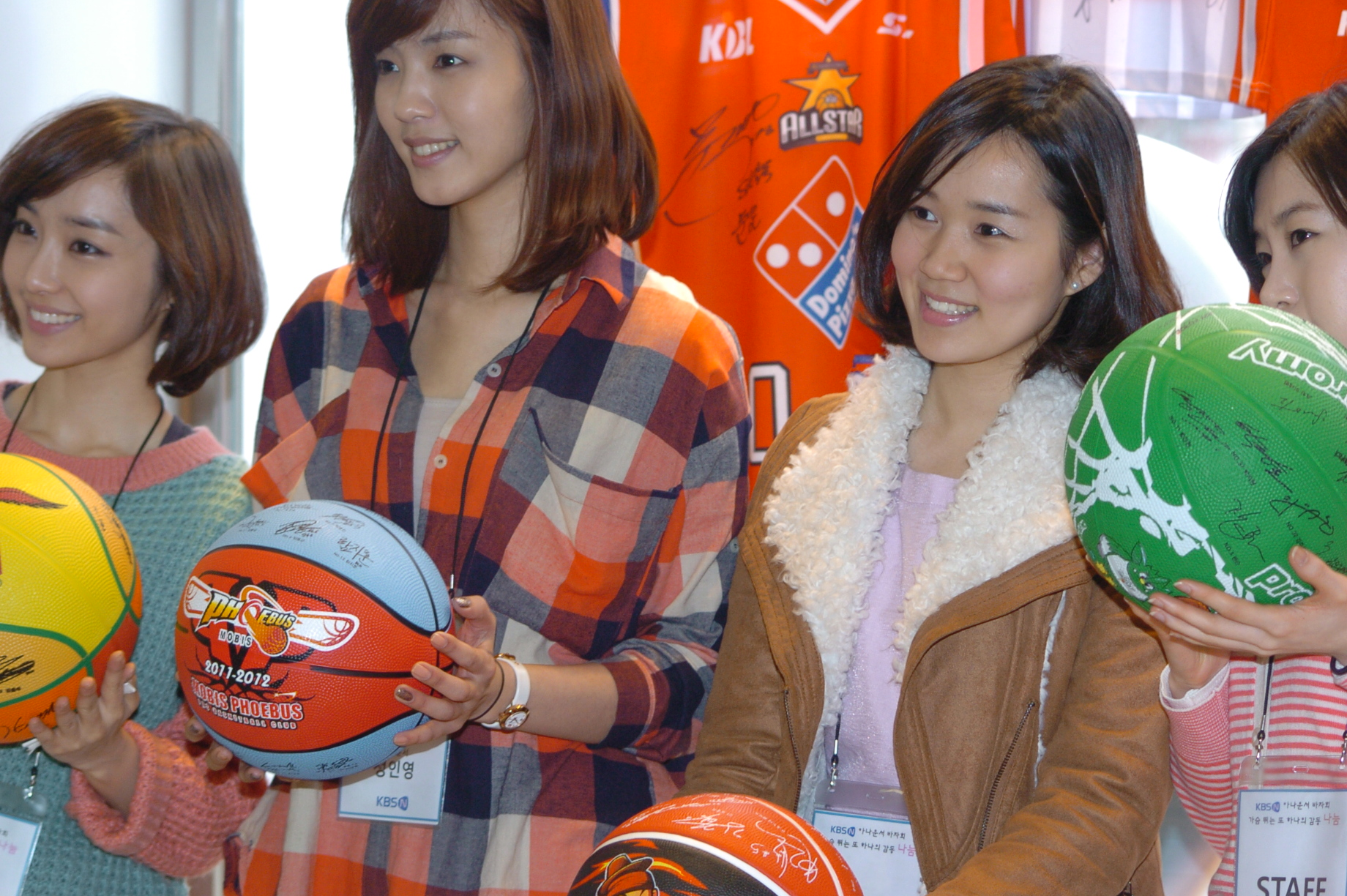
2012년 KBS N 아나운서 바자회에 참석한 정인영(왼쪽에서 두번째).

정인영은 2011년 12월 1일 열린 대학농구리그 챔피언결정전 1차전(경희대:연세대)에서 방송 데뷔를 했다. 정인영은 2012년 과거의 스포츠 명경기를 재구성 해보는 프로그램인 《스포츠人 명불허전》에서 첫 진행을 맡았다. 정인영은 스페인 프로축구 프리메라리가 2012/2013시즌과 2013/2014시즌에 박찬하 해설위원과 함께 ‘프리메라리가 매거진 프로그램’ 《라리가 SHOW》를 진행했고, 프로배구 2013/2014시즌 및 2014/2015시즌에는 ‘프로배구 매거진 프로그램’ 《스페셜 V》도 진행했다. 2015년 2월 7일 열린 2014/2015시즌 V-리그 여자부 경기(GS 칼텍스:KGC 인삼공사)에서는 캐스터로 데뷔해 이숙자 해설위원과 함께 프로배구 경기를 중계하기도 했다. 프로야구 2014년 시즌과 2015년 시즌에는 ‘야구 매거진 프로그램’ 《아이 러브 베이스볼》의 주말 진행도 맡았다. 정인영은 KBS 2TV 축구 토크쇼 《따봉 월드컵》(2014년), KBS W 예능 《마카롱》(2015년), KBS N 스포츠의 당구 버라이어티 《죽방전설》(2015년)에서도 진행자로 활동했다.
2013년 5월 26일 프로야구 경기에서 LG 트윈스의 수훈 선수 정의윤을 인터뷰 하던 정인영이 같은 팀 선수인 임찬규가 정의윤에게 뿌린 물벼락을 맞는 사건이 발생했다. 정인영은 물벼락을 맞았음에도 끝까지 침착하게 인터뷰를 진행했다. 정인영은 1년 전인 2012년 5월에도 인터뷰 중 같은 선수에게 물벼락을 맞은 바 있었다. 사건이 있은 후 비난 여론이 거세지자, 주장인 이병규가 선수단을 대표해 정인영에게 사과했고, 당사자인 임찬규도 사과했다. 한국프로야구선수협회도 정인영과 KBS N에 사과했다. LG 트위스의 김기태 감독도 사과했다. 사건 진행 과정에서 KBS N 관계자와 KBS 기자가 SNS에 올린 글이 야구계를 자극하면서 선수협회가 반발하는 등 감정싸움 양상을 보이기도 했다. 당시 정인영은 침묵했는데, 이후 “그때는 말할 상황이 아니라 판단했다. 내가 ‘괜찮다’고 말하면 날 보호해준 사람들에게 죄송하고 이 일을 하면서 안 볼 선수들도 아니기 때문에 조심스러웠다”고 말하였다.
2014년 정인영이 표지 모델로 등장한 남성잡지 《맥심》 1월호는 매진을 기록했다. 정인영과 윤태진은 2015년 10월 31일 KBS N 스포츠와 계약 기간이 만료돼 퇴사했다. 이후 정인영은 씨그널 엔터테인먼트와 전속계약을 맺었다.

### KBS N 퇴사 이후의 프리랜서 활동
2016년 1월 정인영은 싱어송라이터 이솔이와 함께 음반 《전보》를 발매했다. 정인영은 같은 해 3월 6일 방송된 《일밤: 미스터리 음악쇼 복면가왕》에 출연하며 프리랜서 방송 활동을 시작했다.

## 방송 활동

### 텔레비전
- 2012년 KBS N 스포츠 《스포츠人 명불허전》
- 2012년 KBS N 스포츠 《라리가 SHOW》
- 2013년 KBS1 《아침마당》 - 출연 (2013년 6월 3일)
- 2013년 KBS N 스포츠 《스페셜 V》
- 2014년 KBS N 스포츠 《아이 러브 베이스볼》
- 2014년 KBS2 《따봉 월드컵》
- 2015년 KBS W 《마카롱》
- 2015년 KBS N 스포츠 《죽방전설》
- 2016년 MBC 《일밤: 미스터리 음악쇼 복면가왕》 - 달콤한 롤리팝
- 2016년 MBC 《마이 리틀 텔레비전》- 게스트
- 2016년 Mnet 《너의 목소리가 보여 시즌 3》
- 2016년 TV조선 《엄마의 봄날》 - MC, 내레이션
- 2016년~2018년 tvN 《코미디빅리그》
- 2017년 SBS CNBC 《유행통신》- MC
- 2017년 tvN 《소사이어티 게임 시즌 2》

### 기타
- 2014년 건강보험심사평가원 팟캐스트 《정인영의 건강홈런(Learn)》[41]

## 음반
- 2016년 《전보》 (이솔이X정인영)

## 홍보대사
- 2015년 ‘투르 드 코리아 2015’ 홍보대사[42]